# Камехамеха IV
Камехамеха IV рођен (9. фебруара 1834. † 30. новембра 1863. године) владао као четврти монарх Краљевине Хаваја од 1855. до 1863. Његово рођено име било је, Александар Иолани, Каланикуа Лихолихо, Мака о ʻИоули Кунуиакеа, о Кукаʻилимоку, када је ступио на престо Камехамеха IV. Четврти хавајски краљ, унук првог краља Камехамеха I.

## Биографија
Александар је рођен 9. фебруара 1834. у Хонолулу на острву Оаху. Његов отац је био шеф Матаио Кекуанаоа, краљевски гувернер Оаху. Његова мајка је била принцеза Елизабет Кинау, премијер Кухина Нуи Краљевине. Био је унук Камехамеха I, монарха свих острва. Александар је имао три старија брата, Давида Камехамеху, Мосеса Кекуаиву и Лот Капуаиву, и млађу сестру Викторију Камамалу.
Као дете Александра је усвојио његов ујак, краљ Камехамеха III, који га је одредио за наследника престола и подигао за престолонаследника. Његово име „Иолани“ значи „небески соко“ или „царски соко“.

### Образовање и путовања
Александра Лихолиха школовали су конгрегационистички мисионари Амос и Џулијет Кук у дечијој школи поглавицаа (касније позната као краљевска школа) у Хонолулу. Када је стигао, био је у пратњи 30 службеника, али су послати кући и Лихолихо је (каху) први пут био сам. Александар Лихолихо је свирао флауту и клавир, и уживао је у певању, глуми и крикету. Када је имао 14 година напустио је краљевску школу и отишао на студије права. Са 15 година отишао је на владино путовање у Енглеску, САД и Панаму. Лихолихо је бележио догађаје са свог путовања у часопису.
Дипломатска мисија била је планирана након напада адмирала Тромелина на тврђаву Хонолулу 1849. године, што је резултат француских захтева који су се протезали уназад двадесет година од протеривања католичких мисионара. Препирка је окруживала три питања: прописи католичких школа, високи порези на француску ракију и употреба француског језика у трансакцијама са конзулом и грађанима Француске. Иако је ова борба трајала много година, хавајски краљ је коначно послао лекара Герит П. Јуд. да други пут покуша да преговара о уговору са Француском. Изасланици Халилио и Вилијам Ричардс отишли су на исту мисију 1842. године и вратили се са слабом заједничком изјавом. Надало се да ће споразум осигурати острва од будућих напада попут овог који је управо претрпео од адмирала Тромелина. Саветници Камехамеха III сматрали су да је најбоље да будући наследник Александар и његов брат Лот Капуаива имају користи од мисије ради искуства.

Под надзором старатеља П. Јуд. Александра и његовог брата отпловили су за Сан Франциско у септембру 1849. Након обиласка Калифорније, наставили су пут Панаме, Јамајке, Њујорка и Вашингтона. Обишли су Европу и упознали се са разним шефовима држава с циљем да осигурају признање Хаваја као независне земље. Александар је говорио и француски и енглески и био је добро прихваћен у европском друштву. Упознао је француског владара Наполеона. Шеснаестогодишњи Александар Лихолихо описао је пријем у Тиљерије: 
Генерал Ла Хите водио нас је кроз огромну гомилу која се гужвала на све стране, и на крају смо кренули према председнику ... Господин П. Јуд је био први примећен и обојица су се благо наклонила. Лот и ја смо се затим поклонили, на шта се (Наполеон) вратио са благим савијањем пршљенова. Затим је иступио и рекао: „Ово је ваша прва посета Паризу“, на шта смо потврдно одговорили. Питао нас је да ли нам се свиђа Париз, на који смо заиста одговорили да. Тада је рекао: Веома сам срећан што вас видим, јер сте дошли из тако далеке земље. Затим се окренуо лекару и рекао: Надам се да ће се наша мала свађа решити. На шта је лекар одговорио. „Полажемо пуно поверења у великодушност и правду Француске“.— Александар Лихолихо
Пошто принчеви и Јуд након три месеца преговара нису имали уговору са Француском у Паризу, вратили су се у Енглеску. Упознали су принца Алберта, лорда Палмерстона и бројне друге припаднике британске аристократије. Имали су аудијенцију код принца Алберта јер се краљица Викторија повукла из јавности и чекала рођење њиховог седмог детета, принца Артура, војвода од Конота и Стратерна.

Принц Александар је рекао: 
Када смо ушли, принц је стајао мало поред врата и поклонио се сваком од нас док смо улазили. Био је добар човек, отприлике моје величине, врло лепих груди и равних ногу. Стајали смо даље, Палмерстон с моје десне стране и лекар с моје леве стране, а затим Лот. Принц је започео разговор питањем да ли желимо да останемо дуже (у Лондону), на шта сам му одговорио да бисмо требали да одемо отприлике за недељу дана, а затим је господин Јуд дао неколико коментара о свом послу.

У мају 1850. године, краљевска браћа укрцали су се у Енглеској на брод и отпловили до Сједињених Држава на продужени боравак пре повратка. У Вашингтону су се састали са председником Закари Тејлором и потпредседником Милард Филмором. Амерички расизам искусио је из прве руке када га је скоро избачен из воза, пошто су га заменили за роба. Принц је отишао испред Јуд и принца Лот у вагон резервисан за њих за повратак у Њујорк, а неко је стигао на врата вагона и довео у питање Александрово право да буде ту. Принц је у свом дневнику написао: 
Био је кондуктер и сматрао ме за нечијег слугу само зато што сам имао тамнију кожу од њега. Збуњена будала; први пут да сам такав третман, не у Енглеској или Француској или било где другде... У Енглеској Африканац може да плати карту и седи поред краљице Викторије. Американци пуно разговарају и размишљају о својој слободи, а странци често открију да им се превише слобода узима само зато што су његови домаћини слободан народ.

На вечери у Њујорку са Јудовим пријатељима, принчеви су поново били изложени расистичком инциденту. Хелен Кинау Вилдер се у својим мемоарима присетила: 
У Женеви (Њујорк), у посети пријатељима, батлер је био врло невољан да служи „црнце“ како их је називао, и осветио се постављањем сисника на њихова места. Александар је разматрао, његов необичан облик, али како је на путовањима видео много чудних ствари, закључио је да то мора бити нешто ново, тако је на месту исеченом за врат до појаса тихо се прилагодио. Њихов домаћин је био веома љут кад је сазнао какву злу подвалу је одиграо његов слуга.
Ове предрасуде у Сједињеним Државама и пуритански ставови америчких мисионара вероватно су утицали на његово благо антиамеричко гледиште, као и на остатак краљевске породице. Јуд је о њему касније написао: „Од мисијонара одгојен, а мисијонаре није волео. Будући да је био приморан да буде добар као дечак, одлучио је да не буде добар као човек."

## Сукцесија
По повратку Александар је именован у Тајно веће и Дом племића Камехамеха III 1852. године. Имао је прилику да стекне административно искуство које ће једног дана требати као краљ. Током свог мандата такође је студирао стране језике и навикао се на традиционалне европске социјалне норме.
Преузео је дужности генерал-потпуковника и врховног команданта снага Хавајских острва и започео рад на реорганизацији хавајске војске и одржавању оронулих тврђава и топова из дана Камехамеха I. Током овог периода именовао је многе официре који су му помагали, укључујући његовог брата Лота Капуаиву, Франсис Фанка, Џон Вилијама, Елиот Макаја, Дејвид Калакуа, Џон Овен Доминиса и друге да му помогну. Такође је сарађивао са Роберт Криктон Вили, војним и морнаричким секретаром и министром спољних послова, који је подржао стварање хавајске војске која би штитила острва од калифорнијских авантуриста и филибустера за које се причало да планирају да нападну острва.

## Владавина
Камехамеха III умро је 18. марта 1854. Александар је положио заклетву 11. јануара 1855. као краљ Камехамеха IV, наследивши свог ујака када је имао само 20 година. Његов први корак као краља био је да заустави преговоре које је његов отац започео у вези с анексијом Хаваја са Сједињеним Државама.
Министри у његовом кабинету били су: Вили, као министар спољних послова, Кеони Ана (Јохн Иоунг II) био је министар унутрашњих послова, Елиша Хунт Ален као министар финансија и Ричард Армстронг као министар образовања. Вилијам Литле Ле служио је као врховни судија, све док није послан у дипломатску мисију, а затим умро 1857. Ален је постао врховни судија, а Давид Л. Грег министар финансија. Након што је Кеони Ана умро, његов брат принц Лот Капуаива био је министар унутрашњих послова.
Само годину дана након ступања на престо, Александар је за своју краљицу узео за руку Ему Роке, коју је упознао у детињству у дечјој школи поглавица. Краљица Ема била је унука Џона Јанга, британског краљевског саветника и сапутника Камехамехе Великог. Такође на венчању је била Камехамехаина прабака. На дан њиховог венчања заборавио је њихов венчани прстен. Врховни судија Елиша Хунт Ален брзо је краљу ставио свој златни прстен и церемонија се наставила. Изгледа да је брак био срећан, јер су краљ и краљица делили интересе, укључујући оперу, књижевност и позориште.
Након венчања 1856. године, краљевски пар је имао своје једино дете 20. маја 1858. године, по имену принц Алберт Едвард Кауикеаоули Калеиопапа Камехамеха. Краљица Викторија Уједињеног Краљевства Велике Британије и Ирске била је кума принца Алберта (по пунемоћнику) на његовом крштењу у Хонолулу. Александар Лихолихо сматрао је да је одговоран за смрт принца Алберта јер му је дао хладан туш да га „охлади“ када је Алберт желео нешто што није могао да има. Његово болесно здравље се погоршало. У доби од четири године, млади принц је умро 27. августа 1862. Узрок принчеве смрти није познат: у то време се веровало да је то „мождани удар“ или менингитис. Касније спекулације укључују и слепо црево.
Краљ је 11. септембра 1859. године упуцао Хенрија А. Нелсона, његовог секретара и једног од његових најближих пријатеља, који је умро две године касније. Александар је чуо гласине да је Неилсон имао везу са краљицом Емом и након што је пуно попио, пуцао је свом пријатељу у прса. После пуцњаве, краљ се извинио Неилсону и обезбедио му да користи његов дом у Ваикикију до краја живота. Такође је размишљао о одрицању од престола пре него што га је наговорио Вили, његов министар спољних послова.
Вилие је костимографски бал 1860. године. Чак је и католички бискуп дошао прерушен у бискупа. Отац Камехамеха IV Кекуанаоа дошао је у шкотској планинској хаљини, музику су обезбеђивали немачки музичари, а храну француски кувар. Ема је дошла као богиња земље Кибела. Конзервативни амерички мисионари нису одобравали, посебно плес.
У августу 1861. објавио је декларацију о неутралности у Америчком грађанском рату.

## Одупирање америци
У време Александровог ступања на престо, америчко становништво на Хавајским острвима наставило је да расте и вршило је економски и политички притисак на краљевину. Произвођачи шећера посебно су се залагали за анексију Сједињених Држава како би имали слободну трговину са Сједињеним Државама. Александар се плашио да ће Сједињене Америчке Државе предузети корак да освоји његову нацију; Уговор о анексији предложен је током владавине Камехамеха III. Чврсто је веровао да ће анексија значити крај монархије и хавајског народа.
Уместо тога, Лихолихо је желео уговор о реципроцитету између Сједињених Држава и Хаваја који је укључивао трговину и порезе. Било је неуспешно јер су се власници плантажа шећера на југу Сједињених Држава успротивили уговору и плашили се да ће конкуренција са Хаваја штетити њиховој индустрији. Да би уравнотежио утицај америчких интереса, Александар је покренуо кампању за ограничавање зависности Хаваја од америчке трговине и посал. Тражио је послове са британском и другим европским владама, али његова владавина није преживела довољно дуго да би то постигла.
1862. године, у оквиру свог помирења због пуцњаве у свог секретара и пријатеља Неилсона, превео је Књигу заједничких молитава на хавајски језик.

## Крај владавине
Александар је умро од хроничне астме 30. новембра 1863. године, а наследио га је његов брат који је узео име Камехамеха V. На његовој сахрани, осам стотина деце и учитеља дошло је да се опрости. Сахрањен је са сином 3. фебруара 1864. године у Краљевском маузолеју на Хавајима.
Краљица Ема остала је активна у политици. По завршетку династије Камехамеха и смрти краља Вилијама Ч, Луналила без сопственог наследника, краљица Ема је неуспешно трчала да постане владајући монарх краљевине. Изгубила је од Давида Калакауа, који је основао сопствену династију - последњу која је владала Хавајима.
Александар (као Камехамеха IV) и Ема обележени су празником у литургијском календару Епископске цркве у Сједињеним Америчким Државама 28. новембра, познатим као Празник светих владара.

## Наслеђе
Александар и краљица Ема већи део своје владавине посветили су пружању квалитетне здравствене заштите и образовања својим поданицима. Били су забринути да стране болести и болести попут лепре и грипе десеткују домаће хавајско становништво. 1855. године Александар се обратио свом законодавцу да промовише амбициозан програм јавног здравља који је подразумевао изградњу јавних болница и домова за пензионере. Законодавно тело овлашћено Уставом из 1852. године, које је ограничавало краљеву власт, поставило је здравствени план. Александар и краљица Ема одговорили су на одбијање законодавства подстичући локалне бизнисмене, трговце и богате становнике да финансирају своју здравствену агенду. Прикупљање средстава је био огроман успех и краљевски пар је изградио Краљичин медицински центар. Прикупљање средстава такође је прикупило одвојена средства за развој објекта за лечење лепре изграђеног на острву Мауи.
1856. године Камехамеха V је одредио да се 25. децембар слави као Национални дан захвалности Краљевине и прихватио веровања конзервативних америчких мисионара који су одбацили Божић уз образложење да је то било паганско славље. Шест година касније, укинуће своју уредбу и званично прогласити Божић националним празником Краљевине Хаваји. Прво божићно дрво је дошло на острва током владавине његовог брата.
Током његове осмогодишње владавине краљевина је видела многа проширења територије. Острво Лаисан припојено је 1. маја 1857, острво Лисиански припојено је 10. маја 1857, а Палмира (атол) припојено је 15. априла 1862. године. Неки становници Сикаиане, у близини Саломонових острва, верују да је њихово острво припојио Хавајима Камехамеха IV 1856. (или 1855. године). Неки тврде да је ова анексија касније учинила Сикаиане делом Сједињених Америчких Држава анексијом „Хаваја и његових зависности“ 1898. године. САД су другога мишљења не слажу са тим.